# Bothrocerambyx
Bothrocerambyx is een kevergeslacht uit de familie van de boktorren (Cerambycidae). De wetenschappelijke naam van het geslacht werd voor het eerst geldig gepubliceerd in 1929 door Schwarzer.

## Soorten
Bothrocerambyx is monotypisch en omvat slechts de volgende soort:
- Bothrocerambyx nevermanni Schwarzer, 1929